# Leroy Young
Leroy Young, (Ciudad de Belice, Honduras Británica, (hoy Belice, 7 de agosto de 1967) es un poeta de Belice, conocido por su poesía dub.
Asistió a la escuela de primaria St. Mary's y al colegio St. Michael's, ahora juntados en el Colegio Anglicano Catedralicio —Anglican Cathedral College (ACC)—. Empezó en grupo de rap Fresh Breeze con los hermanos Morgan, Kenny y Turbo, pero lo tuvo que dejar por su adicción a las drogas que le llevó a dos intentos de suicidio. Después de pasar por prisión y rehabilitación, decidió dedicarse a la poesía y le dieron una sección en un programa de televisión en Channel 7 improvisando poemas sobre historias de las noticias y demás. 
Además publicó dos poemarios, Made in Pinks Alley y Generation X y el álbum Just Like That... de Stonetree Records en 2004. 
Young apoya el partido político People's United Party y aparece en el programa radiofónico Positive Vibes FM. Brent Toombs ha grabado el documental sobre su vida, "Welcome to My World".